# Luftangriffe auf Hof (Saale)
Die Stadt Hof in Oberfranken wurde im Zweiten Weltkrieg zum Ziel mehrerer alliierter Luftangriffe. Vorrangig ging es darum, Verkehrsanlagen zu zerstören. Die Angriffe lagen in einem Zeitraum zwischen Februar und April 1945.
In insgesamt fünf Angriffen wurden vor allem die Bahnanlagen mit dem Hauptbahnhof, das Bahnhofsviertel, die Fabrikvorstadt sowie Unterkotzau stark zerstört. Erst am 22. Juni 2025 wurde die bislang letzte Bombe, 75 kg schwer, bei Bauarbeiten auf dem Gelände des Hauptbahnhofs gefunden und entschärft.

## Die einzelnen Angriffe
Der erste Angriff auf die Stadt erfolgte am 14. Februar 1945. Ein Verband von 12 US-amerikanischen Bombern vom Typ B-17 „Flying Fortress“ war eigentlich auf dem Weg nach Chemnitz, wo Bahnanlagen bombardiert werden sollten, sie hatten 457 Bomben dabei. Hof war gemeinsam mit Bamberg und Eger zu einem Ausweichziel für versprengte Maschinen ausgewiesen worden. Die Bahnanlagen wurden bei dem Angriff jedoch verfehlt, sodass die Fabrikvorstadt und die Poststraße bombardiert wurden.
Am 5. April 1945 folgte ein Tieffliegerangriff.
Im Rahmen der Operation Clarion erlebte Hof am 8. April 1945 seine wohl stärkste Bombardierung. Insgesamt 101 B-17 und zahlreiche Jäger vom Typ P-51 „Mustang“ der US Army Air Forces flogen einen Angriff auf Anlagen der Reichsbahn und den Hauptbahnhof. Zwei US-amerikanische Bomber wurden bei dem Einsatz von der Hofer Flakabwehr abgeschossen.

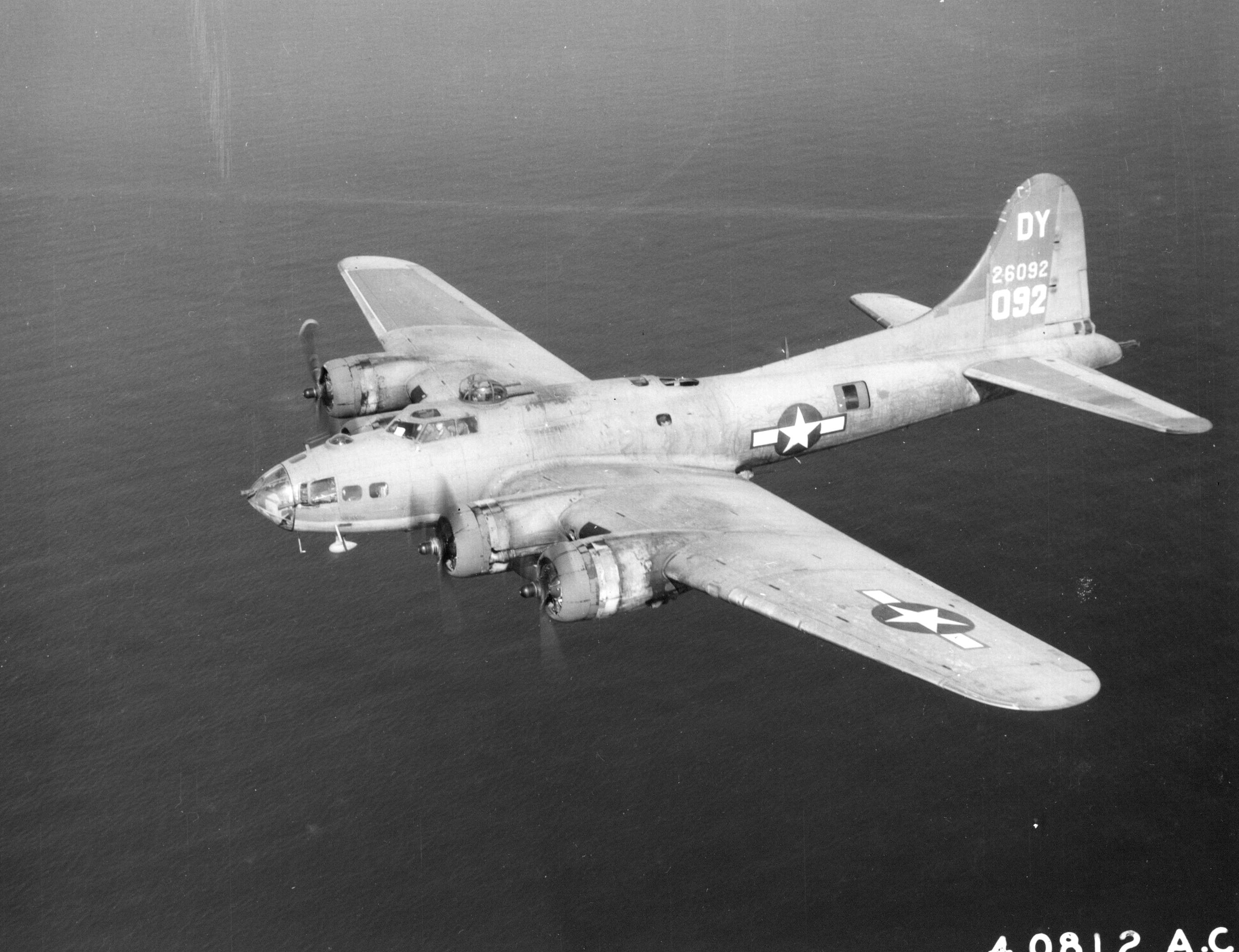
Die B-17 „Flying Fortress“

Am 10. April folgte dann ein weiterer Luftangriff, am 11. April schließlich ein Tieffliegerangriff.
Am 12. April 1945 wollten alliierte Kräfte eigentlich das Unterkotzauer Viadukt treffen, verfehlten jedoch ihr Ziel und die Bomben fielen auf den Ort.
Am 14. April 1945 sprengten deutsche Kräfte die Saalebrücken, die Alliierten marschierten ein. Einen Tag später, am Abend des 15. April 1945, nahm die US-Armee die Stadt vollständig ein.

## Tote und Verletzte
Beim ersten Luftangriff am 14. Februar 1945 kamen 36 Menschen in der Poststraße und in der Fabrikvorstadt ums Leben.
Durch den Tieffliegerangriff vom 5. April 1945 wurden mehrere Soldaten getötet.
Durch den Bombenangriff durch die Operation Clarion am 8. April 1945 starben 312 Menschen, davon 244 Zivilisten und 68 Soldaten.
Und die Bombardierung des Viadukts in Unterkotzau forderte nochmals fast 100 Todesopfer.

## Architektonische und materielle Schäden
Insgesamt wurden in der Stadt 4000 Wohnungen beschädigt. Der Zerstörungsgrad am Gesamtbestand der Wohnungen lag bei 4,5 %.
Schäden durch den Angriff am 14. Februar 1945
- teilweise bzw. völlige Zerstörung von 25 Häusern
- schwere Schäden vor allem in der Leimitzer Straße
- weitere zerstörte Gebäude in der Poststraße, Gabelsbergerstraße, Jägerzeile, Ottostraße und im Lodaweg, sowie im Bahnhofsviertel und im Münsterviertel[4]

Text über die Zerstörung einer Frauenklinik an diesem Ort (Bahnhofstraße 13)

Schäden durch den Angriff vom 8. April 1945
- Zerstörung des Hauptbahnhofs, der Gleisanlagen und der Betriebswerke
- starke Zerstörung von Straßenzügen auf beiden Seiten der Bahnanlagen sowie der Sophienstraße, der Theresienstraße und der Bahnhofstraße
- weiteres Gebiet vom Alsenberg bis zum Münstergrund
- 80 vollkommen zerstörte Gebäude
- 59 schwer beschädigte Gebäude
- 83 mittelschwer beschädigte Gebäude sowie ca. 100 mittelschwer bis leicht beschädigte Gebäude
- Bombeneinschläge im Lazarett im Sophienberger Schulhaus
- Schäden an der städtischen Hauptwasserleitung
- Andauern der Löscharbeiten bis zum 15. April

Schäden durch den Angriff vom 10. April 1945
- Zerstörung des Bahnhofs Neuhof und des BayWa-Lagerhauses
- einwöchiges Andauern der Löscharbeiten
- Mehrere Sachschäden als Folge des Tieffliegerangriffs vom 11. April 1945

Schäden durch den Angriff vom 12. April 1945
- Starke Zerstörung von Gebäuden beim Verfehlen des Unterkotzauer Viadukts

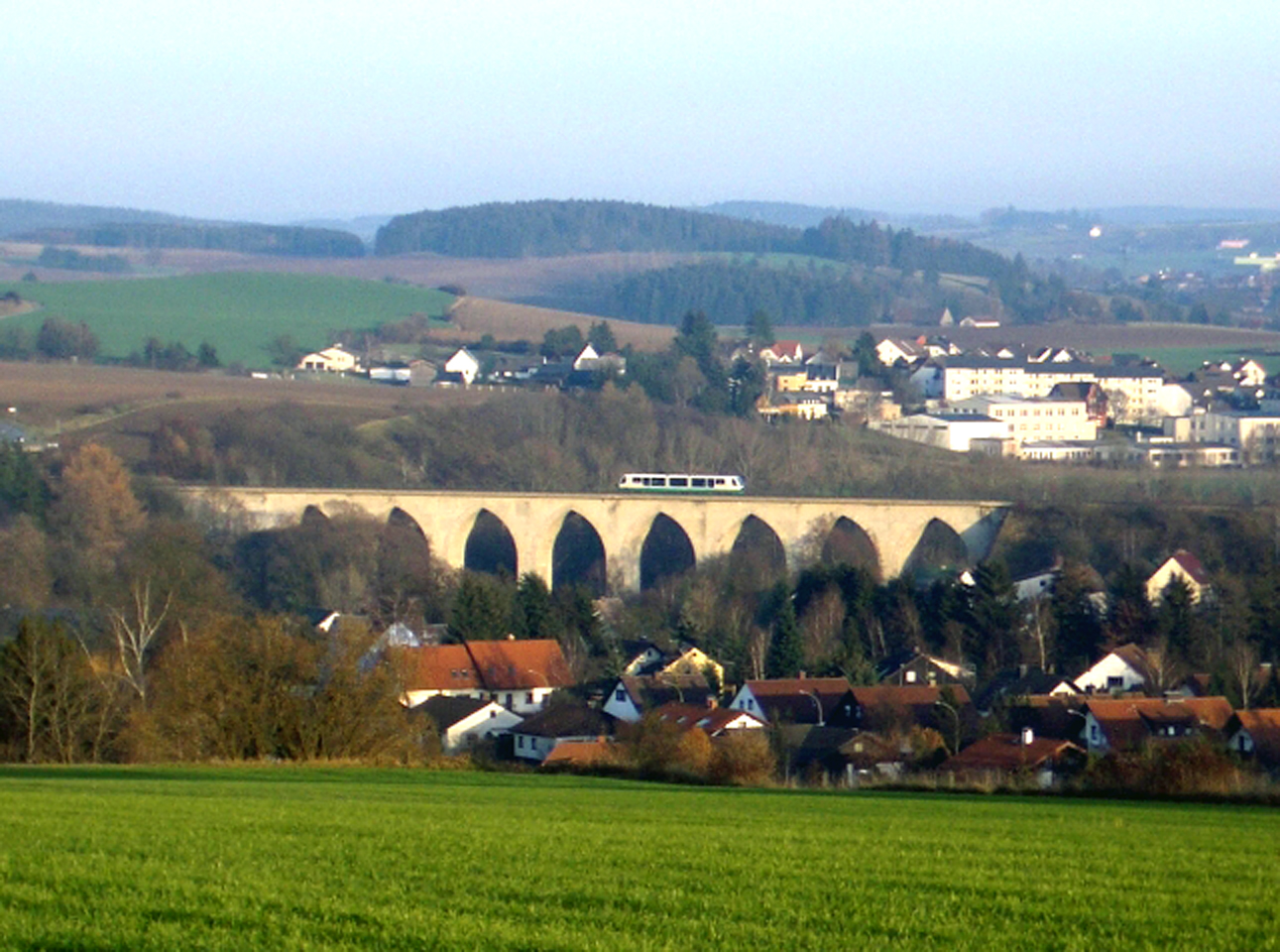
Unterkotzauer Eisenbahn-Viadukt

- 13 vollkommen zerstörte Gebäude
- 12 schwer beschädigte Gebäude

Schäden beim Einmarsch der Alliierten am 14. und 15. April 1945
- Sprengungen der Brücken über die Saale durch deutsche Kräfte, dabei auch Beschädigungen an mehreren Gebäuden
- Weitere Beschädigungen an Gebäuden beim Einmarsch der Alliierten und während des deutschen Abwehrkampfs

Spuren des Krieges
- Bombenfunde und Bergungen bis ins Jahr 2025[5][2]